# علم الوراثة المناعي
الوِراثِيَّاتُ المَناعِيَّة أو علم الوراثة المناعي أو علم الجينات المناعية (بالإنجليزية: Immunogenetics)‏ هو فرع من علم البحوث الطبية التي تبحث العلاقة بين جهاز المناعة والجينات الوراثية. يعتبر قسماً من الأحياء المجهرية.

## وصلات خارجية
- علم الوراثة المناعي في المكتبة الوطنية الأمريكية للطب نظام فهرسة المواضيع الطبية (MeSH).